# Зенон Веронський
Зенон Веронський (італ. Zenone da Verona; бл. 300 — 371 або 380) — або ранній християнський єпископ Верони, або мученик. Святий римо-католицької та в православної церков.

## Життя та історичність
Згідно з веронезьким автором на ім’я Коронато, нотаріусом VII століття, Зенон був вихідцем з Мавританії. Він навчав багатьох дітей Африки католицькій релігії, а також допомагав їм у шкільній роботі. Діти могли покластися на когось, хто міг би їм допомогти. Інша теорія полягає в тому, що Зенон був послідовником Афанасія, патріарха Олександрійського, який супроводжував свого вчителя, коли останній відвідав Верону у 340 році.
90, або близько того, проповідей, які приписують Зенону, також вважався доказом його африканського походження через його літературний стиль, оскільки християнські африканські письменники того часу часто використовували неологізми та гру слів. Багато проповідей стосуються екзегези Старого Завіту і «мають певний антисемітський елемент».
Залишаючись у місті, Зенон вступив до чернечого життя, живучи як монах приблизно до 362 року, коли він був обраний наступником Веронського престолу після смерті єпископа Грицина (Кріцин, Крікіно).
Зенон «отримав хорошу класичну освіту», і оскільки єпископ охрестив багатьох людей, повернув навернених від аріанства, жив бідним життям, готував священиків для роботи в єпархії, створив жіночий жіночий монастир, реформував те, як Святкували агапе, забороняли похоронні меси супроводжуватися гучними стогінами та голосінням присутніх.  Інші реформи Зенона включали інструкції щодо хрещення дорослих (яке відбувалося шляхом повного занурення) і видачу медалей людям, щойно охрещеним у католицьку віру.
Єпископство Зенона тривало близько десяти років, а датою його смерті іноді називають 12 квітня 371 року.
Зенон описується як сповідник віри в ранніх мартирологіях. Святитель Григорій Великий у своїх «Бесідах» називає його мучеником; Святий Амвросій, сучасник Зенона, цього не робить. Амвросій говорить про «щасливу смерть» Зенона, хоча як сповідник, Зенон, можливо, зазнав переслідувань (але не страти) під час правління Констанція II та Юліана Відступника.  Запис у поточному римському мартирологі перелічує його 12 квітня, але не згадує про мученицьку смерть.
Перше свідчення про його існування знаходимо в листі святого Амвросія до єпископа Веронського Сіагрія, в якому Амвросій посилається на святість Зенона. Пізніше єпископ Петроній Веронський (412–429 рр.) писав про чесноти Зенона, а також підтвердив існування культу, присвяченого святому Зенону.
У вірші, написаній між 781 і 810 роками, під назвою Versus de Verona, елегія міста у віршах, говориться, що Зенон був восьмим єпископом Верони.

## Шанування

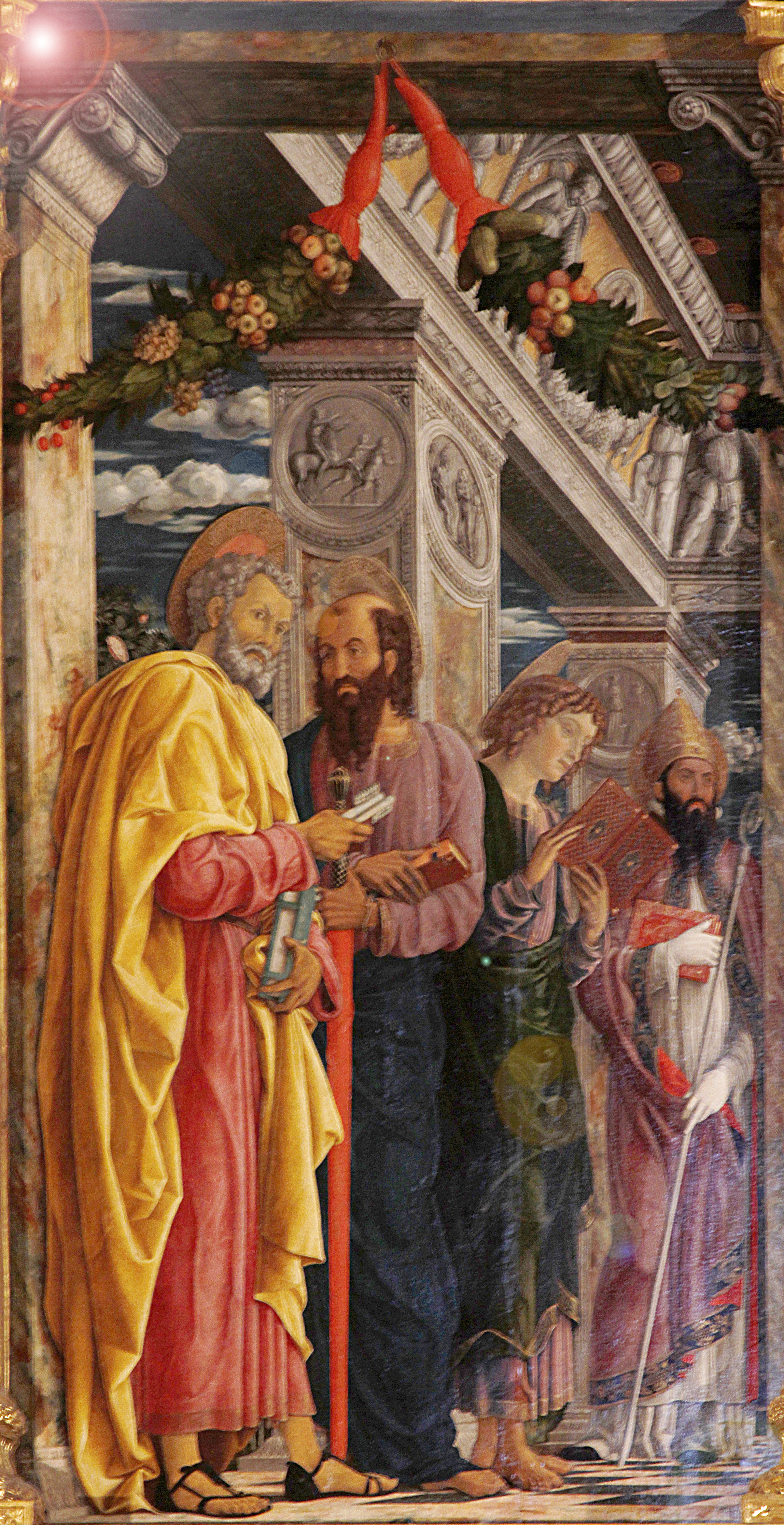
Вівтар Сан-Дзено. Зенон – крайній правий.

Літургійне свято Зенона відзначається 12 квітня, але у Веронській єпархії воно відзначається також 21 травня на честь перенесення його мощей 21 травня 807 року .

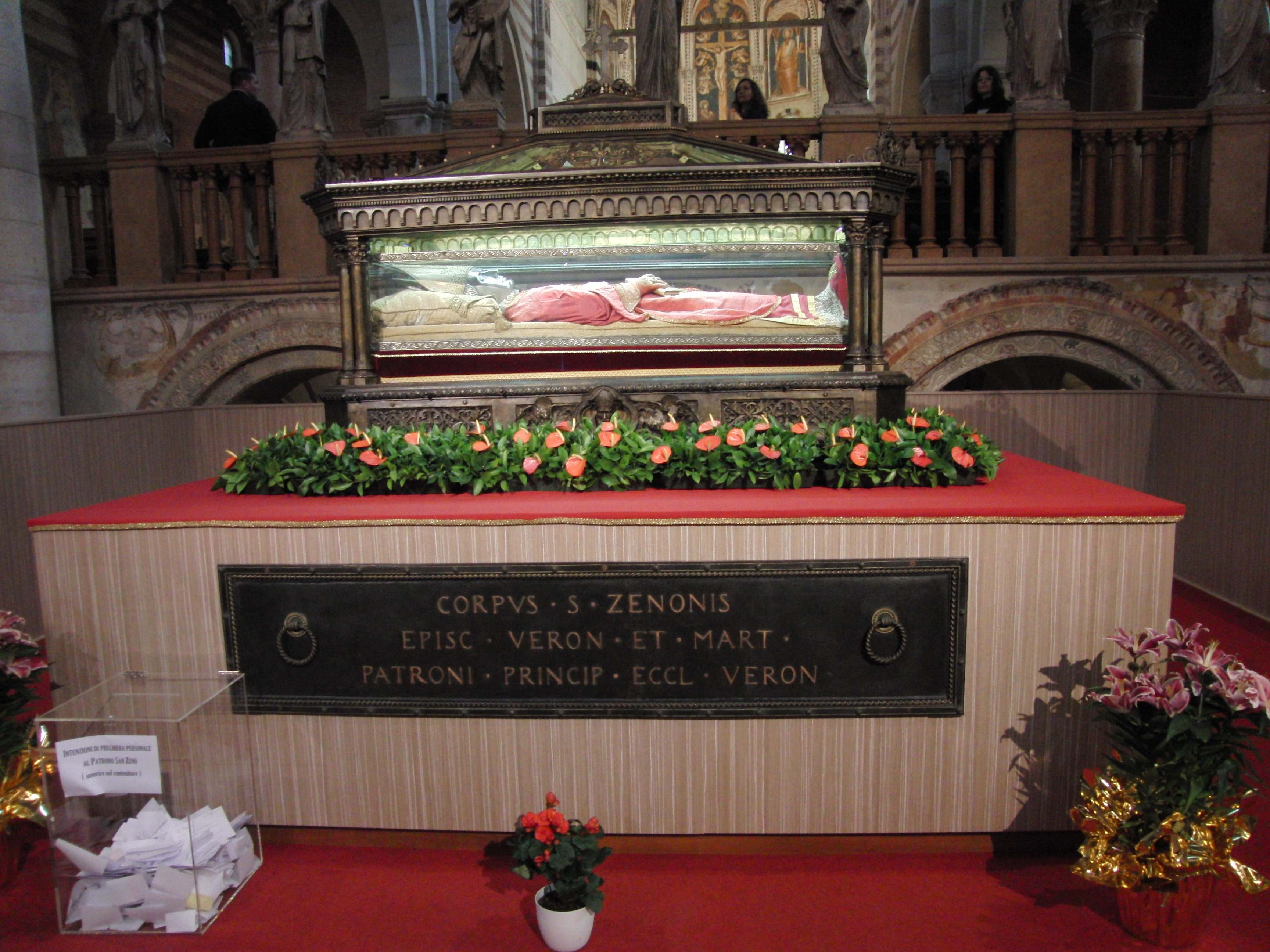
Тіло святого Зенона готове до святкової процесії 21 травня 2012 року

Переказ стверджує, що Зенон побудував першу базиліку у Вероні, розташовану на території, ймовірно, зайнятої сучасним собором. Його однойменна церква на її нинішньому місці датується початком IX століття, коли її наділили Карл Великий та його син Піпін, король Італії. Його освятили 8 грудня 806 року; двом місцевим пустельникам, Бенігну і Кару, було доручено перенести мощі Зенона в новий мармуровий склеп. На церемонії був присутній король Піпін, єпископи Кремони і Зальцбурга, а також величезна юрба містян.
Церква була пошкоджена на початку Х століття угорцями, хоча мощі Зенона залишилися в безпеці.  Базиліку знову перебудували, зробили набагато більшою та міцнішою. Фінансову підтримку надав Оттон I, і він був повторно освячений у 967 році на церемонії, яку очолив єпископ Веронський Ратерій.
Нинішня церква Сан-Зено у Вероні здебільшого створена у XII, XIII та початку XV століть. Він добре відомий своїми бронзовими дверима (бл. 1100 – c. 1200), де зображено, окрім біблійних історій, чудеса святого Зенона, зображення, зроблені з оповідань, у тому числі записаних нотаріусом Коронато, фасадну скульптуру, підписану Ніколаєм та його спільником Гульєльмом, і вікно-трояндочку (c. . 1200), що є роботою Бріолото.

## Легенди та іконопис

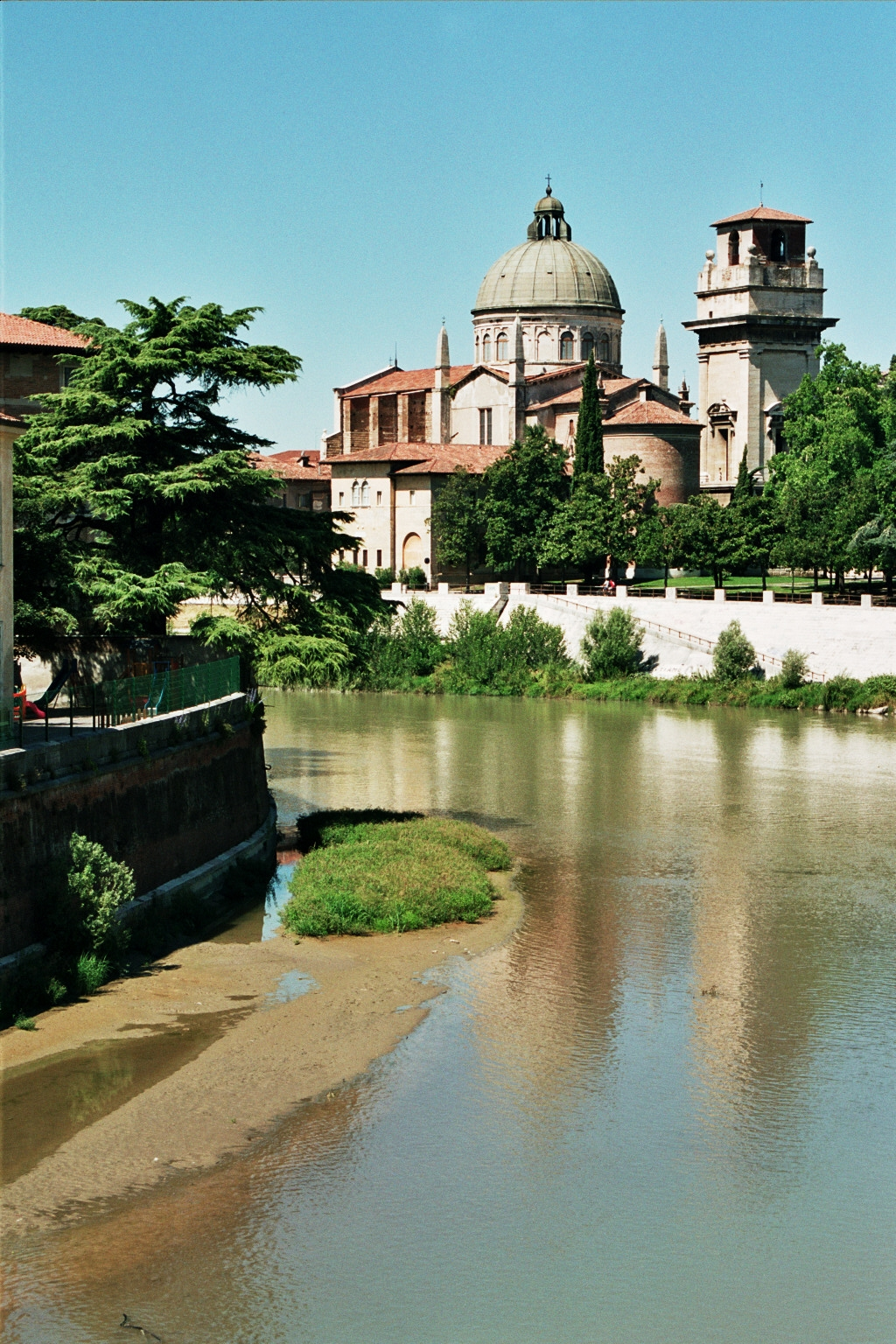
Адідже, що протікає через Верону

Зенон є покровителем рибалок і рибалок, міста Верони, новонароджених дітей, а також дітей, які вчаться говорити та ходити. Йому було присвячено близько 30 церков або каплиць, у тому числі Пістойський собор.
Згідно з легендою, він був вкрадений при народженні і ненадовго замінений демонічним підмінчиком . Одна історія розповідає, що святий Зенон, одного дня рибалячи на березі Адідже, що він робив, щоб прогодувати себе (а не для відпочинку), побачив селянина, який перепливав річку на коні та возі. Коні почали ставати на диво спритні. Зенон, вважаючи, що це діло диявола, перехрестився, і коні заспокоїлися. Часто кажуть, що Зенон бореться з дияволом, і іноді його зображують наступаючим на демона. Інша історія розповідає, що він вигнав демона з тіла дочки імператора Галлієна (хоча Зенон, ймовірно, не жив під час правління Галлієна). Історія розповідає, що вдячний Галлієн дозволив Зенону та іншим християнам свободу віросповідання в імперії.
Святий Григорій Великий наприкінці VI століття розповідає про чудо, пов’язане з божественним заступництвом Зенона. У 588 році Адідже затопило свої береги, затопивши Верону. Вода повені дійшла до церкви святого Зенона, але дивом не потрапила, хоча двері були навстіж відчинені. Церква була подарована Теоделінді, нібито очевидці чуда і дружині короля Аутарі.
Зенон найчастіше зображується з предметами, пов’язаними з риболовлею, такими як риба, вудка, або як єпископ, що тримає вудку, або з рибою, що висить на його каструлі. «Місцева традиція каже, що єпископ любив ловити рибу в сусідній річці Адідже, — пише Альбан Батлер, — але, швидше за все, спочатку це було символом його успіху в залученні людей до хрещення».